# Ernest Glinne
Ernest Glinne (ur. 30 marca 1931 w Forchies-la-Marche, zm. 10 sierpnia 2009 w Courcelles) – belgijski i waloński polityk oraz samorządowiec, minister, poseł do Izby Reprezentantów, deputowany do Parlamentu Europejskiego.

## Życiorys
Absolwent nauk politycznych na Université Libre de Bruxelles (1954). Pracował w jednej z organizacji socjalistycznych (1954–1961). Działał w Belgijskiej Partii Socjalistycznej, a po jej podziale w walońskiej Partii Socjalistycznej. W 1956 współtworzył lewicową gazetę „La Gauche”. Działał w okresie strajku generalnego z przełomu 1960/1961. W 1961 został wybrany na posła do Izby Reprezentantów, w której zasiadał do 1980. W latach 1965–1994 był radnym Courcelles, od 1965 do 1978 pełnił funkcję burmistrza. Od 1979 do 1994 wchodził w skład zarządu tej miejscowości, odpowiadając m.in. za kulturę. W latach 1973–1974 sprawował urząd ministra zatrudnienia i pracy w rządzie Edmonda Leburtona. Od 1983 do 1984 zasiadał w walońskiej radzie regionalnej.
W latach 1968–1973 i 1973–1979 wchodził w skład Europarlamentu. Po wprowadzeniu wyborów powszechnych trzykrotnie (w 1979, 1984 i 1989) był wybierany na europosła, mandat wykonywał do 1994. Pełnił m.in. funkcję kwestora PE, wiceprzewodniczącego, a od 1979 do 1984 przewodniczącego frakcji socjalistycznej. W 1998 po 50 latach działalności opuścił socjalistów. Wsparł partię Ecolo, z jej ramienia od 2001 do 2009 ponownie był radnym Courcelles. W międzyczasie dołączył do ugrupowania Rassemblement Wallonie France.